# Становое (Междуреченский район)
Становое — деревня в Междуреченском районе Вологодской области.
Входит в состав Шейбухтовского сельского поселения, с точки зрения административно-территориального деления — в Шейбухтовский сельсовет.

## География
Расстояние по автодороге до районного центра Шуйского — 28,5 км, до центра муниципального образования Щейбухты — 7,5 км. Ближайшие населённые пункты — Сахарово, Иванищево, Мотовилово, Макарово.

## Население
| 2010 |
| ---- |
| 0    |